# Olivença
Olivença (en català i portuguès, en castellà i oficialment Olivenza) és una població situada a la província de Badajoz, actualment a l'estat espanyol, però reivindicada per Portugal.

## Localització
El territori d'Olivença està situat a l'est del riu Guadiana a 23 km al sud d'Elvas i 24 km al sud de Badajoz. Té forma triangular, amb dos dels seus vèrtexs tocant el riu Guadiana.
Dista 245 km de Lisboa i 428 km de Madrid per l'A-5 (I-90). Des de Sevilla a Olivença, pujant per les carreteres N-630 i N-432, hi ha 215 km. La ciutat d'Olivença està situada al costat de l'encreuament de les carreteres comarcals 436 Badajoz-Villanueva de la Serena i 423 Olivença-Don Benito. Existeix un pont sobre el riu Guadiana, al costat del derruït Ponte da Ajuda, que permet perllongar la comarcal 423 fins a la frontera amb Portugal. Aquest pas connecta Portugal i Espanya 40 km per sota de la frontera del Caya i fa així innecessària la marrada per Badajoz.
En aquest territori s'inclouen, a més del poble d'Olivença, set localitats més: San Francisco, San Rafael, Vila Real, São Domingos de Gusmão, São Bento da Contenda i São Jorge da Lor. L'àrea total és de 750 km². Igual que les regions circumdants, Olivença té una baixa densitat de població.
És un municipi de la província de Badajoz, a la comunitat autònoma d'Extremadura, a Espanya. Abans de 1801 formava part de la província portuguesa de l'Alentejo. No obstant això, el govern portuguès considera Olivença com a pertanyent al districte portuguès d'Évora. Fins a mitjans del segle xx, la llengua materna dels oliventinos era el portuguès oliventí però, en ser una llengua prohibida, ensenyada només per transmissió oral i circumscrita a l'àmbit familiar, gairebé es va extingir.

## Monuments
- Ciutadella Medieval i Alcàsser
- Església de Santa Maria del Castell
- Façana de les Cases Consistorials
- Església Parroquial de la Magdalena
- Santa Casa de la Misericòrdia
- Convent de Clarisses o Sant Joan de Déu
- Baluards
- Porta del Calvari

### Castell
L'alcàsser o castell d'Olivença conserva gruixudes muralles del segle xiv, sense merlets. Les torres conserven els seus matacans. La torre de l'homenatge, construïda per ordre de Joan II de Portugal fa 36 m de longitud i 18 m de costat, i té tres pisos, dels quals destaca la decoració de l'últim. S'hi accedeix per disset rampes amb coberta de volta.
La porta d'Alconchel està emmarcada per dues torrasses circulars i presenta una obertura de mig punt voltat; no hi apareixen elements decoratius. La porta del Calvari presenta arc de mig punt i està rematada en un frontó partit en la part central.
Està protegit pel decret de 22 d'abril de 1949, i la Llei 16/1985 sobre el Patrimoni Històric Espanyol.

## Història

### Olivença en el Regne de Lleó
L'origen d'Olivença està lligat a la definitiva reconquesta de Badajoz per l'últim rei de Lleó, Alfons IX, en la primavera de l'any 1230. Per a recompensar la participació que els templers al seu servei van tenir en aquesta campanya, Alfons IX els va concedir els enclavaments de Burguillos i Alconchel. Des d'aquests punts, cap a l'any 1256, l'Orde va crear l'encomana d'Olivença, en aquells dies tot just un conjunt d'horts, barraques i algunes cases sorgides al voltant d'una generosa deu. No obstant això, durant el regnat d'Alfons X el Savi, el Temple és forçat a desallotjar Olivença i a lliurar les seves terres al Consell i Bisbat de Badajoz.

### Cessió a Portugal
L'equilibri de poders entre Portugal i la Corona de Castella es va alterar profundament durant el regnat de Don Dionís de Portugal. Portugal i Castella signen el Tractat d'Alcañices en el 1297 (o 1295). Mitjançant aquest tractat, Castella cedeix a Portugal el llavors llogaret d'Olivença.
A partir de 1297, Olivença anirà acreixent de forma progressiva les seues defenses. En 1298, Don Dionís concedeix una Carta Foral a Olivença (elevant-la a la categoria de vila) i mana construir les primeres murades del poble. En 1488, Joan II de Portugal mana construir la Torre de l'Homenatge d'Olivença, la més alta del regne de Portugal. En 1510, el rei Manuel I impulsa una important obra d'enginyeria militar: un pont fortificat sobre el Guadiana per assegurar l'operativitat de les tropes portugueses en el marge esquerre, que permet comunicar Elvas i Olivença. El pont d'Ajuda tenia 380 metres de longitud i cinc i mig d'amplària, 19 arcs i una gran torre defensiva central de tres pisos.

### Tensions frontereres
Després de l'època de pau en l'època d'unió de les corones de Portugal i Castella (Unió Ibèrica), Olivença entra amb la Restauració de la Independència de Portugal de 1640 en un nou cicle bèl·lic. Conquistada en 1657 pel Duc de San Germán - després de quatre temptatives frustrades - va ser retornada a Portugal en signar-se el Tractat de Lisboa de 1668, pel qual es reconeix formalment la independència de Portugal.
En la segona meitat del segle xviii, Portugal redefineix l'orientació de la seva política militar enfront d'Espanya. D'una estratègia ofensiva es passarà a una altra de purament defensiva. Aquest canvi d'orientació tindrà importants conseqüències per a la vila fronterera portuguesa d'Olivença. Tots els informes dels estrategs estrangers que la visiten en aquests anys a petició de la corona portuguesa aconsellen el seu abandó per tres motius: 
- La nombrosa artilleria, munició, equips i homes necessaris per a mantenir en estat de defensa una plaça amb nou baluards (en comparança Badajoz en tenia vuit)
- La interrupció logística que per a l'enclavament suposava la voladura del Pont d'Ajuda (destruït en la Guerra de Successió Espanyola en 1709)
- La compromesa situació que es veuria embolicat l'exèrcit que pretengués auxiliar-la, amb la seva única línia de retirada tallada pel corrent del Guadiana.

### Olivença, espanyola
Olivença va ser conquerida de nou per Espanya el 1801, durant la Guerra de les Taronges. El governador portuguès de llavors, Julio César Augusto Chermont, va prohibir que es disparés contra les tropes de Manuel Godoy. Olivença queda en poder d'Espanya en virtut dels tractats de Badajoz de 6 de juny i de Madrid de 29 de setembre de 1801. D'acord amb aquests tractats, Portugal es va veure obligada a reconèixer la possessió per Espanya (La seva Majestat Catòlica conservarà en qualitat de conquesta, per a unir-la perpètuament als seus dominis i vassalls, la plaça d'Olivença, el seu territori i pobles des del Guadiana; de manera que aquest riu sigui el límit dels seus respectius Regnes).

### Reclamacions portugueses
L'1 de maig de 1808, el príncep regent portuguès Joan (posteriorment Joan VI de Portugal) publica a Rio de Janeiro, llavors capital de Portugal i de Brasil, un manifest en el qual repudia el Tractat de Badajoz. Acabada la guerra i vençut Napoleó es va signar el Tractat de París pel qual els tractats signats a Badajoz i a Madrid en 1801 i la Convenció signada a Lisboa el 1804, queden anul·lats i sense cap efecte, pel que fa a Portugal i a França sense fer referència als acords signats amb Espanya.
En 1815 es va celebrar el congrés de Viena i Portugal va tornar a exigir l'anul·lació del Tractat de Badajoz i la devolució d'Olivença, una pretensió que finalment es va preveure en l'article 105 de l'Acta Final d'aquest congrés, en el qual s'aconsella que a través de la mediació internacional la devolució d'Olivença a Portugal, sense plantejar-la com a deure ineludible (Reconeixent les potències la justícia de les reclamacions formulades per La seva Altesa Reial, el Príncep Regent de Portugal, respecte a la ciutat d'Olivença i altres territoris cedits a Espanya pel tractat de Badajoz de 1801,[...], s'obliguen formalment a emprar, per mitjans amistosos, els seus més eficaços esforços a fi de procurar la retrocessió d'aquests territoris a favor de Portugal. I les potències declaren que en tot allò que d'elles depengui aquest arranjament es farà com més aviat millor). L'única potència que hagués pogut donar suport en ferm a la reclamació portuguesa -Anglaterra- estava precisament interessada que aquesta devolució mai es portés a terme. La pau d'Amiens (octubre de 1801) havia sancionat no només la conquesta espanyola d'Olivença a Portugal, sinó també la conquesta anglesa de l'illa de Trinitat a Espanya.
Portugal es va donar per satisfeta en les seves exigències en reconèixer-se la justícia de la reclamació plantejada i Espanya va signar igualment el Tractat de Viena, al que havia acudit com una de les potències vencedores -igual que Portugal-, perquè aquest no comprometia la devolució encara que reconegués la justícia de les reclamacions portugueses.
L'article citat mancava per a Espanya de força legal suficient per a obligar-la que retornés Olivença. No obstant això, Portugal va continuar utilitzant aquest argument. Quan Portugal i Espanya van decidir en 1864 la demarcació de la seva frontera comuna, en arribar a la desembocadura del Caia a Guadiana, la Comissió Mixta de Límits es va veure obligada a interrompre els seus treballs per la negativa portuguesa a reconèixer la sobirania espanyola en el territori d'Olivença. Aquests treballs es reprendrien en el 1926, però per sota d'Olivença, a partir de la desembocadura del rierol de Cuncos al Guadiana.
En l'actualitat, Portugal no planteja obertament la reclamació d'Olivença, però tampoc hi renuncia. Guarda les formes per a evitar la més mínima lesió als "drets històrics" de Portugal especificats a l'article 5-A de la Constitució de la República Portuguesa, que estima legalment com a propi aquest territori i impedeix la possibilitat que sigui cedit a Espanya. Per exemple, en el 1995, les autoritats portugueses van enviar a les espanyoles un informe sobre l'impacte que s'esperava que el projectat Embassament d'Alqueva tingués sobre territori espanyol. En aquest informe no es recollien els efectes en el territori d'Olivença. Una setmana després, van enviar un nou informe que sí que incloïa aquest municipi, però amb el títol de «Territori d'Espanya i d'Olivença», evitant així reconèixer que Olivença sigui territori espanyol.

### Postura espanyola
Per la seva banda, la postura espanyola és clara: segons la Diputació de Badajoz, Olivença és una possessió legalment espanyola en virtut de l'article III del Tractat de Badajoz del 6 de juny de 1801 que va posar fi a l'anomenada Guerra de les Taronges. L'esmentat tractat no ha estat positivament anul·lat ni derogat per cap altre d'igual rang o naturalesa. No existeix cap fonament de Dret que determini per a Espanya l'obligatorietat de la devolució d'Olivença a Portugal. En el cas que Portugal plantegés la reclamació d'Olivença davant el Tribunal de Justícia Europeu o el Tribunal Internacional de la Haia, el cas podria considerar que no es pot jutjar, ja que no correspon a la ciència jurídica examinar el fons moral d'esdeveniments històrics. En l'article 2 del Tractat d'Amistat i Cooperació de 1977, les parts contractants "reafirmen la inviolabilitat de les seves fronteres comunes i la integritat dels seus territoris". La pertinença de Portugal i Espanya a l'espai polític de la Unió Europea establert en el Tractat de Maastricht, amb la consegüent abolició de les fronteres entre els països membres, fa del tot punt irrellevant la negativa portuguesa a reconèixer formalment a Olivença el riu Guadiana com a frontera comuna.

## Persones il·lustres
- Joaquim dos Santos Duarte, (1801 - (?), 1855), pianista i compositor.
- Guillermo Fernández Vara, president de la Junta d'Extremadura.

## La llengua
Olivença, és un municipi on tradicionalment encara es parla portugués, a causa de la seua peculiar història i la seua proximitat a la Raia fronterera amb Portugal. Actualment, la comarca oliventina històricament lusòfona, presenta uns alts índex de castellanització, la llengua portuguesa es conserva entre les generacions més majors, els joves oliventins i taliguenys ja no parlen en portugués des de mitjan segle xx. Amb una acusada interrupció de la cadena de transmissió de la llengua portuguesa de pares a fills, la llengua històrica d'Olivença es troba en una situació de substitució. En 2008 va nàixer l'Associação Além Guadiana (Cultura portuguesa em Olivença), per a la defensa del portuguès local. En l'actualitat, el portuguès és una llengua estrangera optativa a les escoles, com ho és el francès.
El portuguès oliventí, que es parla a la ciutat d'Olivença i les seues pedanies, així com a Táliga, presenta una sèrie de peculiaritats lingüístiques molt semblants als de la varietat alentejana, però amb un superstrat del castellà estremeny i de l'espanyol estàndard.
- L'absència del diftong ei (fins i tot quan va seguit d'una altra vocal), que es pronuncia e.
- Paragoge en paraules acabades en –l o -r, quan la síl·laba és tònica i seguida de pausa o d'una altra síl·laba tònica: Portugáli, comêri, però comer depois.